# Oxydia clavata
Oxydia clavata là một loài bướm đêm trong họ Geometridae.